# الغدر (إب)

تعديل مصدري - تعديل

الغدر محلة تابعة لقرية الجرجرة، التابعة لعزلة ريمان بمديرية إب إحدى مديريات محافظة إب في الجمهورية اليمنية.، بلغ تعداد سكانها 66 حسب تعداد اليمن لعام 2004.